# Neunkirchen am Potzberg
Neunkirchen am Potzberg település Németországban, Rajna-vidék-Pfalz tartományban. Lakosainak száma 436 fő (2023. december 31.).

## Népesség
A település népességének változása:
| Lakosok száma | 473  | 410  | 419  | 424  | 421  | 436  |
|               | 1975 | 2017 | 2019 | 2021 | 2022 | 2023 |